# Compagnie Marabout
La Compagnie Marabout de Kinshasa est devenue ces dernières années une référence notable en République démocratique du Congo, non seulement par sa production scénique (avec des pièces telles que Zérocrate de Nzey van Musala, Toréadors de Jean-Marie Piemme ou encore Tripes d'or de Fernand Crommelynck adapté par Yoka), mais aussi par l'organisation d'un festival de théâtre original, le Festival international itinérant de Théâtre en Cités, soutenu par l'Agence intergouvernementale de la Francophonie, la Communauté française de Belgique et la Fondation(nl) Prince Claus.